# Henry de Abadie
Henry de Abadie (zm. 1724) – francuski hugenota z Pau; oficer w służbie holenderskiej.
Major w regimencie Amelisweerd od roku 1690; pułkownik od 1693; dowódca regimentu od roku 1704; komendant wojskowy miasta Trarbach od roku 1710.